# Vent du gradient
Pour les articles homonymes, voir Vent (homonymie).
Le vent du gradient est un vent théorique résultant de l'équilibre entre la force horizontale de pression, la force de Coriolis et la force centrifuge due à la courbure de la trajectoire de l'air. Il s'agit d'une approximation de la vitesse réelle du vent dans l'atmosphère libre au-dessus de la couche limite qui ne tient pas compte de la friction. 
Son calcul est légèrement plus complexe que celui du vent géostrophique. On peut calculer la valeur du vent du gradient ({\displaystyle V_{vg}}) ainsi :
{\displaystyle {V_{vg}^{2} \over {R}}+{fV_{vg}}=-g{{\delta z} \over {\delta n}}}
Où R est le rayon de courbure des isohypses, f est le paramètre de Coriolis, g l'accélération terrestre, et {\displaystyle {{\delta z}/{\delta n}}}  la variation de la hauteur d'une surface de pression constante dans la direction perpendiculaire au vent et dirigée vers les plus basses hauteurs (à gauche dans l’hémisphère nord et à droite dans celui du sud). 
Comme R > 0 dans une circulation cyclonique, le vent du gradient sera plus faible qu'estimé par le vent géostrophique autour d'une dépression et plus près de la réalité. Inversement, R < 0 pour une circulation anticyclonique ce qui fait que le vent géostrophique sous-estime le vent réel autour d'un anticyclone ou d'une crête barométrique. 